# Сельское поселение «Деревня Стайки» (Хвастовичский район)
Сельское поселение «Деревня Стайки» — муниципальное образование в составе Хвастовичского района Калужской области России.
Центр — деревня Стайки.

## История
Статус и границы сельского поселения установлены законом Калужской области № 7-ОЗ от 28 декабря 2004 года «Об установлении границ муниципальных образований, расположенных на территории административно-территориальных единиц „Бабынинский рай-он“, „Боровский район“, „Дзержинский район“, „Жиздринский район“, „Жуковский район“, „Износковский район“, „Козельский район“, „Малоярославецкий район“, „Мосальский район“, „Ферзиковский район“, „Хвастовичский район“, „Город Калуга“, „Город Обнинск“, и наделении их статусом городского поселения, сельского поселения, городского округа, муниципального района».

## Состав
В поселение входят 9 населённых мест:
- деревня Стайки
- село Аннино
- село Боев
- разъезд 46 километра
- село Заря
- посёлок Макаровский
- село Прогресс
- село Трясоголов
- село Уполозное

## Население
| 2010 | 2012 | 2013 | 2014 | 2015 | 2016 | 2017 |
| ---- | ---- | ---- | ---- | ---- | ---- | ---- |
| 333  | ↘319 | ↘313 | ↗314 | ↘303 | ↘300 | ↘290 |
| 2018 | 2019 | 2020 | 2021 |      |      |      |
| ↘278 | ↗284 | ↘277 | ↘227 |      |      |      |